# Ainaa Amani
Ainaa Amani (* 18. März 2002 in Kuala Lumpur) ist eine malaysische Squashspielerin.

## Karriere
Ainaa Amani spielte erstmals im Jahr 2016 auf der PSA World Tour. Seit der Saison 2022/23 ist sie regelmäßig auf der Tour aktiv und gewann auf der Tour bislang drei Titel. Im März 2023 setzte sie sich im Finale des Turniers in Hongkong gegen Cheng Nga-Ching in drei Sätzen durch, womit sie ihren ersten Tourtitel gewann. Einen Monat später folgte ein weiterer Erfolg, als sie im Finale von Delhi gegen Haya Ali ebenfalls mit 3:0 gewann.
Bereits 2021 gehörte Amani zum malaysischen Aufgebot bei den Asienmeisterschaften in Islamabad. Während sie im Einzel im Viertelfinale gegen Liu Tsz-Ling ausschied, gelang ihr im Mannschaftswettbewerb der Titelgewinn. Gemeinsam mit Rachel Arnold, Aifa Azman und Chan Yiwen wurde sie Asienmeisterin und kam dabei auch in der Finalpartie gegen Hongkong zum Einsatz. Bei dem 2:1-Sieg unterlag Amani in ihrer Partie Tong Tsz-Wing in vier Sätzen. Amani gehörte wenige Monate später im April 2022 auch zum malaysischen Kader bei den Weltmeisterschaften im Doppel und Mixed 2022. Sie trat im Doppel mit Chan Yiwen ab, die beiden kamen als Dritte ihrer Gruppe jedoch nicht über die Vorrunde hinaus. Im August 2022 vertrat Amani Malaysia auch bei den Commonwealth Games in Glasgow. Mit Chan Yiwen zog sie im Doppel ins Halbfinale ein, verlor dieses aber gegen die späteren Siegerinnen Joelle King und Amanda Landers-Murphy ebenso wie das anschließende Spiel um Bronze gegen Rachel Arnold und Aifa Azman. Im Mixed erreichte Amani zusammen mit Addeen Idrakie das Achtelfinale.
In der Saison 2022/23 qualifizierte sich Amani erstmals für die Hauptrunde der Weltmeisterschaft. In der ersten Runde schied sie dort gegen Farida Mohamed in vier Sätzen aus. Bei den kurz darauf stattfindenden Asienmeisterschaften in Hongkong erreichte Amani das Achtelfinale. Im August 2023 wurde sie malaysische Vizemeisterin, nachdem sie im Finale Aifa Azman in vier Sätzen unterlegen war. Ihre höchste Platzierung in der Weltrangliste erreichte sie mit Rang 47 am 21. Oktober 2024.

## Erfolge
- Asienmeisterin mit der Mannschaft: 2021
- Vizeasienmeisterin im Doppel: 2024, 2025
- Gewonnene PSA-Titel: 3
- Malaysische Vizemeisterin: 2023